# Ванчки хребет
Ванчкият хребет (на таджикски: Қаторкӯҳи Ванҷ; на руски: Ванчский хребет) е планински хребет в западната част на Памир, разположен на територията на Таджикистан. Простира се от югозапад на североизток на протежение около 200 km, между долините на реките Ванч (на северозапад) и Язгулем (на югоизток), десни притоци на Пяндж (лява съставяща на Амударя). На югозапад завършва при долината на река Пяндж, а на североизток в района на връх Независимост (Революция, 6974 m) се свързва с южната част на меридионалния хребет Академия на Науките и Язгулемския хребет. Максимална височина 5581 m, (38°33′03″ с. ш. 72°00′51″ и. д. / 38.550833° с. ш. 72.014167° и. д.), издигащ се в североизточната му част. Изграден е основно от гранити, пясъчници и конгломерати. На северозапад и югоизток по стръмните му, силно разчленени склонове се спускат малки, къси и бурни потоци, притоци на Ванч и Язгулем. До около 4000 m склоновете му са покрити с планинска степна растителност и дребни храсти (шипка, глог), а нагоре следват вечни снегове и ледници (с обща площ 164 km²).

## Топографска карта
- J-42-Б М 1:500000[2]
- J-43-А М 1:500000[3]